# Badia de Fundy

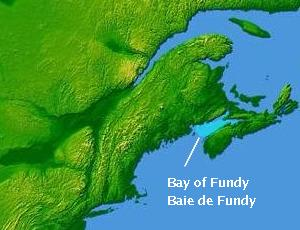
Situació de la badia de Fundy a la costa oriental de l'Amèrica del Nord

La badia de Fundy (en anglès Bay of Fundy, en francès Baie de Fundy) és una badia de la costa atlàntica de l'Amèrica del Nord, a l'extrem nord-oriental del golf de Maine, entre les províncies canadenques de Nova Brunswick i Nova Escòcia, amb una petita part que toca a l'estat de Maine (EUA).
És coneguda pel seu règim de marees extrem, només comparable amb el que es dona a la badia d'Ungava, al nord del Quebec, i a l'estuari del Severn, al Regne Unit. Arriben a ser de 16 metres. Depenent de la posició de la lluna, el sol i les condicions atmosfèriques les marees tenen una altura diferent. Les marees són semidiürnes, amb dues pujades i dues baixades cada dia, amb unes sis hores i 13 minuts entre cada marea alta i baixa.
El nom de Fundy data del segle xvi, quan els mariners portuguesos s'hi referien com el Rio Fundo ('riu profund'). El nom també podria procedir d'una mala traducció (Fundy Bay) de l'expressió francesa «fond de la Baie...» perquè la badia també fou anomenada Baie François per l'explorador i cartògraf Samuel de Champlain durant l'expedició que hi va fer el 1604.
El port principal és Saint John, a Nova Brunswick. Altres assentaments de Nova Brunswick són: St. Andrews, Blacks Harbour, St. Martins i Sackville, i a Nova Escòcia, Amherst, Parrsboro, Truro, Windsor, Wolfville, Annapolis Royal i Digby.